# Verzetsmonument Deventer
Het Verzetsmonument op het Grote Kerkhof in Deventer is een monument ter ere van het Nederlands verzet in de Tweede Wereldoorlog.

## Beschrijving

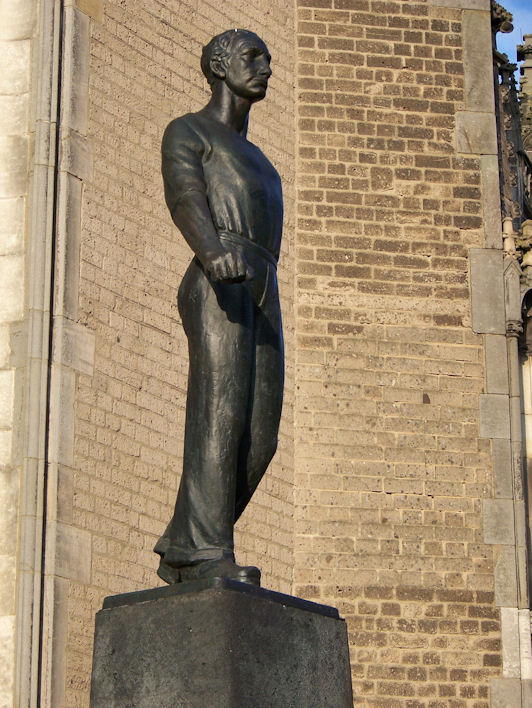

Al vroeg na de bevrijding in 1945 ontstonden er plannen om in Deventer een verzetsmonument op te richten. Een collecte onder de bevolking bracht het voor die tijd forse bedrag van 27.000 gulden op. Het monument is gemaakt door Dirk Wolbers en bestaat uit een bronzen beeld van een verzetsstrijder op een hoge stenen sokkel. De man staat rechtop met gebalde vuisten als symbool voor kracht en ongenaakbaarheid. Op de sokkel staat 'Verzet 1940 1945'.
Het monument werd op 3 mei 1953 onthuld. Tot 1957 stond het monument op het plein voor de toren van de Lebuïnuskerk. In dat jaar werd het verplaatst naar de zuidelijke zijbeuk van de kerk. Op de kerkmuur is in metalen letters een tekst aangebracht: 

Zij hebben door hun sterven
meer gegeven 
 dan veler jaren som 
ons geven kon.

Jaarlijks vindt er een kranslegging plaats bij het Verzetsmonument tijdens de Nationale Dodenherdenking.